# Karamogho Moussa Traoré
Karamogho Moussa Traoré, również Karamoko Moussa Traoré (ur. 28 grudnia 1982 w  Nouakchott) – mauretański piłkarz grający na pozycji napastnika. 18-krotny reprezentant kraju.

## Kariera

### Kariera klubowa
Karamogho Moussa Traoré zaczynał karierę w 2003 roku w ASAC Concorde, w pierwszym sezonie zdobył wicemistrzostwo kraju. 1 lipca 2005 roku został zawodnikiem ASC El Ahmedi Sebkha. 1 lipca 2008 roku wyjechał do Maroka, do KAC Kénitra. Rozegrał tam 11 meczów i strzelił 1 gola. 1 sierpnia 2010 podpisał kontrakt z Union Sportive de Mohammedia lub SC Chabab Mohammedia. W tym drugim klubie rozegrał 23 mecze i strzelił 11 goli. 1 lipca 2012 został zawodnikiem Moghrebu Tétouan. Zadebiutował tam 16 września 2012 roku w starciu przeciwko Chabab Rif Al Hoceima, zremisowanym 1:1. Pierwsza bramka w tym zespole padła 7 października 2012 roku w starciu przeciwko FUS Rabat, przegranym 3:2. Jedyną asystę zaliczył w kolejnym meczu, 21 października w starciu przeciwko Rai Beni Mellal, wygranym 4:2. Łącznie w tym zespole rozegrał 13 meczów, strzelił 2 bramki i zanotował 1 asystę. 1 sierpnia 2013 roku został wypożyczony do AS Salé. Zadebiutował tam 27 września 2013 roku w starciu przeciwko MAS Fez, wygranym 0:2. Łącznie w tym zespole rozegrał 6 meczów. Z wypożyczenia powrócił 30 czerwca 2014 roku, ale dzień później został wykupiony przez AS Salé. Nie rozegrał tam żadnego meczu. 1 stycznia 2015 roku został zawodnikiem Chabab Atlas Khénifra. Nie rozegrał tam żadnego meczu. 1 lipca zakończył grę w tym zespole i powrócił do ojczyzny, konkretnie do FC Tevragh-Zeina. W sezonie 2017/2018 był zawodnikiem FC Deuz Nouakchott, a w sezonie 2018/2019 został zawodnikiem Nouakchott Kings.

### Kariera reprezentacyjna
Karamogho Moussa Traoré zadebiutował w reprezentacji 3 września 2006 roku w meczu przeciwko Botswanie, strzelił tam 2 gole, a jego drużyna wygrała 4:0. Łącznie w reprezentacji Karamogho Moussa Traoré rozegrał 19 meczów i strzelił 3 gole.

## Życie prywatne
Posiada obywatelstwo malijskie.